# Texas Chainsaw Massacre
Texas Chainsaw Massacre is een Amerikaanse horrorfilm uit 2022, geregisseerd door David Blue Garcia. De film is een vervolg op The Texas Chain Saw Massacre uit 1974 en de negende film van de totale franchise.

## Verhaal
Er zijn bijna 50 jaar verstreken na de gebeurtenissen van het bloedbad in 1973. Melody is een jonge vrouw die samen met haar zus Lila en hun vrienden een zakenreis maken naar Texas. Wanneer de groep naar de verlaten stad Harlow in Texas gaan, moeten ze een manier zien vinden om te overleven om niet te worden gedood door een oude Leatherface. Kort daarna zien we ook Sally Hardesty terugkeert, die wraak wil nemen op Leatherface voor de dood van haar vrienden.

## Rolverdeling
| Acteur         | Personage                 |
| -------------- | ------------------------- |
| Sarah Yarkin   | Melody                    |
| Elsie Fisher   | Lila                      |
| Mark Burnham   | Leatherface               |
| Moe Dunford    | Richter                   |
| Olwen Fouéré   | Sally Hardesty            |
| Jessica Allain | Catherine                 |
| Jacob Latimore | Dante Spivey              |
| Nell Hudson    | Ruth                      |
| Alice Krige    | Virginia "Ginny" McCumber |
| William Hope   | Sheriff Hathaway          |
| Jolyon Coy     | Hulpsheriff               |
| Sam Douglas    | Herb                      |

## Release
In oktober 2020 stond aanvankelijk vermeld dat de film ergens in 2021 in de bioscoop zou verschijnen. In augustus 2021 werd echter onthuld dat de film een bioscooprelease zou overslaan en in plaats daarvan exclusief op Netflix zou worden uitgebracht. In oktober 2021, tijdens een "Ask Me Anything" (AMA) op de sociale mediasite Reddit, verklaarde Álvarez dat de film hoogstwaarschijnlijk gepland was voor een releasedatum begin 2022. Op 3 december 2021 werd een eerste blik op de film uitgebracht, samen met de aankondiging van de releasedatum van 18 februari 2022.

## Ontvangst
De film ontving over het algemeen ongunstige recensies van critici. Op Rotten Tomatoes heeft Texas Chainsaw Massacre een waarde van 32% en een gemiddelde score van 4,30/10, gebaseerd op 129 recensies. Op Metacritic heeft de film een gemiddelde score van 33/100, gebaseerd op 27 recensies.

## Trivia
- De eerste Texas Chainsaw Massacre-film uit 1974 is Sally de hoofdpersoon. In deze film uit 2022 wordt ze echter gespeeld door Olwen Fouéré aangezien de originele actrice Marilyn Burns, op 5 augustus 2014 tragisch is overleden.
- Sally's schuur en huis, gezien tijdens haar introductiescène wanneer ze het telefoontje krijgt over de terugkeer van Leatherface, zijn sets uit de productie van Rambo: Last Blood uit 2019.
- Het bevolkingsbord aan de rand van Harlow zegt "bevolking 1974", het jaar waarin de originele Texas Chainsaw Massacre-film werd uitgebracht.
- John Larroquette, die in het begin de verteller was, was de verteller van de originele film uit 1974, evenals van de remake uit 2003 en de prequel uit 2006.
- Er is een postcreditscène waarin Leatherface naar de boerderij loopt.